# Trachusa forcipata
Trachusa forcipata är en biart som först beskrevs av Morawitz 1875.  Trachusa forcipata ingår i släktet hartsbin, och familjen buksamlarbin. Inga underarter finns listade i Catalogue of Life.